# Tsijiore-Nouve-Gletscher
Der Tsijiore-Nouve-Gletscher (französisch Glacier de Tsijiore Nouve, auch Glacier de Tsidjiore Nouve) ist ein Talgletscher im hinteren Val d’Arolla, in den Walliser Alpen, im Süden des Kantons Wallis. Er weist eine Länge von 4,7 km und eine durchschnittliche Breite von nur rund 300 m auf und bedeckt eine Fläche von ungefähr 2,5 km².
Seinen Ausgangspunkt nimmt der Tsijiore-Nouve-Gletscher am Kamm zwischen der Serpentine und der Pigne d’Arolla auf einer Höhe von etwa 3800 m. In seinem oberen Bereich bestehen über firnbedeckte Pässe Verbindungen zu drei benachbarten Gletschern: über den Col du Brenay (3639 m) zum Brenaygletscher, über den Col de la Serpentine (3547 m) zum Serpentinegletscher, sowie über einen eisbedeckten Kamm zum Cheilongletscher. Der Tsijiore-Nouve-Gletscher zunächst in nördlicher Richtung, später nach Nordosten, flankiert von den Felsspitzen der Pointes de Tsena Réfien (bis 3500 m) im Westen und den Louettes Econdoues im Osten. Die schmale Gletscherzunge befindet sich auf rund 2200 m oberhalb des Ferienorts Arolla. Das Schmelzwasser fliesst über einen Gletscherbach in die Borgne d’Arolla, welche sich später mit der Borgne de Ferpècle vereinigt und durch das Val d’Hérens zur Rhone fliesst.
Während des Hochstadiums der Kleinen Eiszeit vereinigten sich berührte auch die Zunge des Piècegletschers (französisch Glacier de Pièce) den Tsijiore-Nouve-Gletscher. Der Glacier de Piece ist ein kleiner Hanggletscher von 1,8 km Länge und etwa 2 km² Fläche am Nordosthang der Pigne d’Arolla.